# Tsuneyuki Nakajima
Tsuneyuki Nakajima (Gunma, Japan, 20 oktober 1954)  is een professioneel golfer uit Japan. Hij wordt Tommy genoemd.

## Amateur

### Gewonnen
- 1973: Japans Amateur Kampioenschap

## Professional
Nakijama werd in 1975 professional. Hij heeft bijna vijftig overwinningen behaald op de Japan Golf Tour en speelt nu op de Japan Senior PGA Tour, waar hij ook al vier overwinningen op zijn naam heeft staan. Hij is nummer drie op de lijst van Japanse spelers die de meeste toernooien hebben gewonnen.
In 1984 deed hij mee aan het Brits Open op St Andrews, waar het leek alsof hij misschien de eerste Aziaat zou worden die het toernooi kon winnen. Tijdens de derde ronde verspeelde hij echter die kans, door op hole 17 met zijn putt de green af te gaan en terecht te komen in de beruchte 'Road Bunker'. Hij had vier slagen nodig om daaruit te komen. De Britse media noemden die bunker tijdelijk "The Sands of Nakajima".
Een andere keer kwam hij uitgebreid in het nieuws toen hij in 1988 de finale van het Wereldkampioenschap Matchplay op Wentworth na een lange play-off van Sandy Lyle verloor. 

### Gewonnen

##### Japan Golf Tour
- 1976: Golf Digest Tournament
- 1977: Japan PGA Championship
- 1980: Mitsubishi Galant Tournament
- 1982: Dunlop International Open, Fujisankei Classic, JPGA East-West Tournament, Nippon Series
- 1983: Shizuoka Open, Japan PGA Match-Play Championship, Mitsubishi Galant Tournament, Japan PGA Championship,  JPGA East-West Tournament, Suntory Open, ANA Open, Goldwin Cup Japan-U.S. Match
- 1984: Japan PGA Championship, Kanto Open
- 1985: Yomiuri Open, Kanto Pro Championship, ANA Open, Japan Open, Taiheiyo Masters, Phoenix Tournament
- 1986: Japan PGA Match-Play Championship, Mitsubishi Galant Tournament, Mizuno Open, Kanto Pro Championship, Japan Open, Golf Digest Tournament
- 1987: Tokai Classic
- 1990: Kanto Pro Championship, ANA Open, Japan Open
- 1991: Yomiuri Open, Japan Open
- 1992: Pepsi Ube Kosan Open, NST Niigata Open, Japan PGA Match-Play Championship Promise Cup
- 1993: ANA Open, Nippon Series
- 1994: Dydo Shizuoka Open, Tsuruya Open, Pepsi Ube Kosan Open
- 1995: Fujisankei Classic
- 2002: Diamond Cup Golf, Mitsui Sumitomo VISA Taiheiyo Masters
- 2006: Mitsui Sumitomo VISA Taiheiyo Masters

##### Elders
- 1976 Young Lions Tournament
- 1977 Young Lions Tournament

##### Japan Senior PGA Tour
- 2005: Japan Senior Open
- 2006: Japan Senior Open, Japan PGA Senior Championship
- 2008: Japan Senior Open